# Erebia oeme
Erebia oeme là một thành viên Satyridae, thuộc phân họ Nymphalidae. Đây là một loài bướm ngày được tìm thấy ở Pyrenees, Massif miền trung, Dãy Alps và vùng núi cao ở Balkan. 

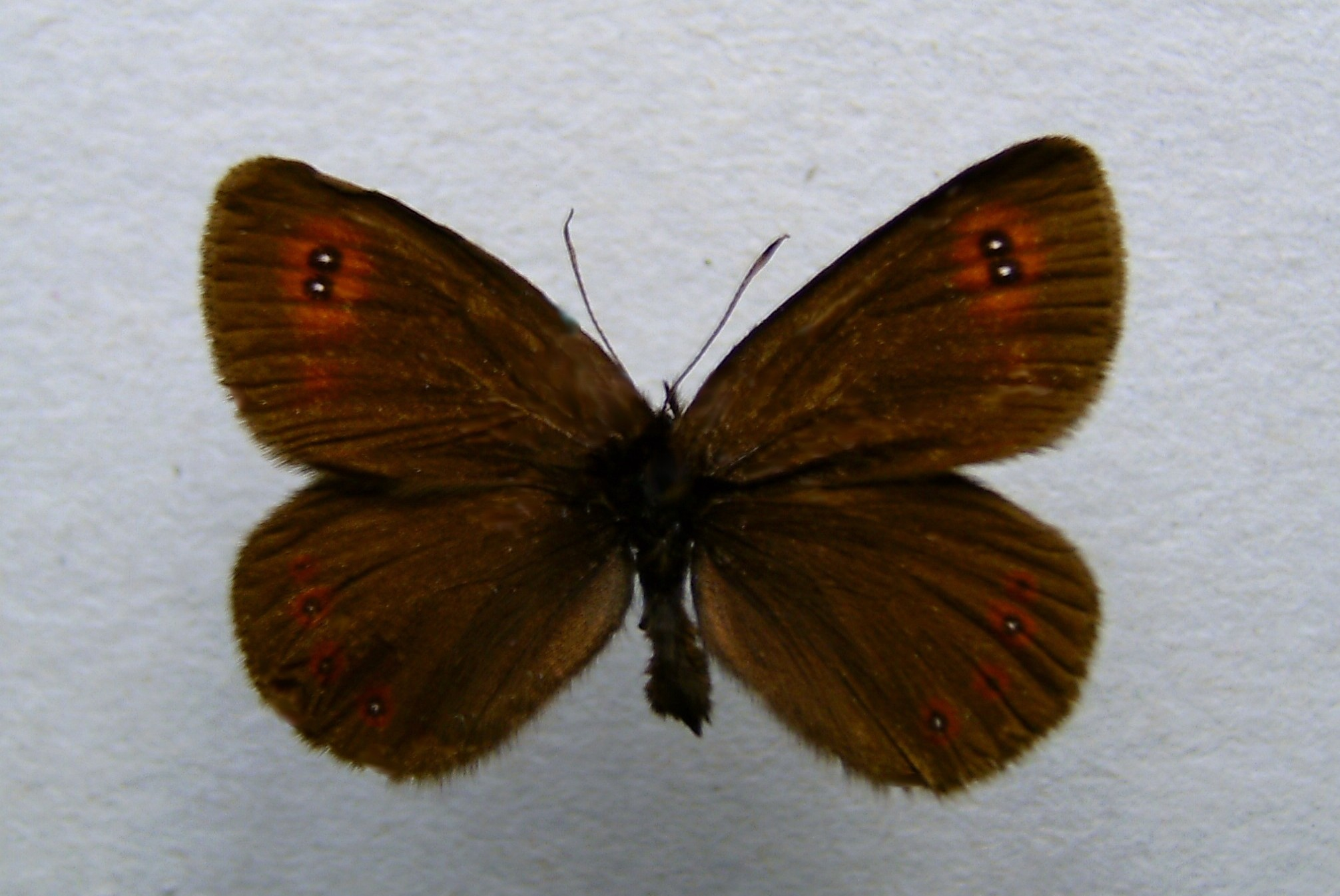

Chiều dài cánh trước là 28–36 mm. Con trưởng thành bay từ tháng 6 đến tháng 8 làm một đợt.
Ấu trùng ăn nhiều loại cỏ, bao gồm Poa alpina, Poa pratensis, Poa nemoralis, Festuca rubra, Carex flacca, Carex sempervirens, Briza media and Molinia caerula.

## Hình ảnh

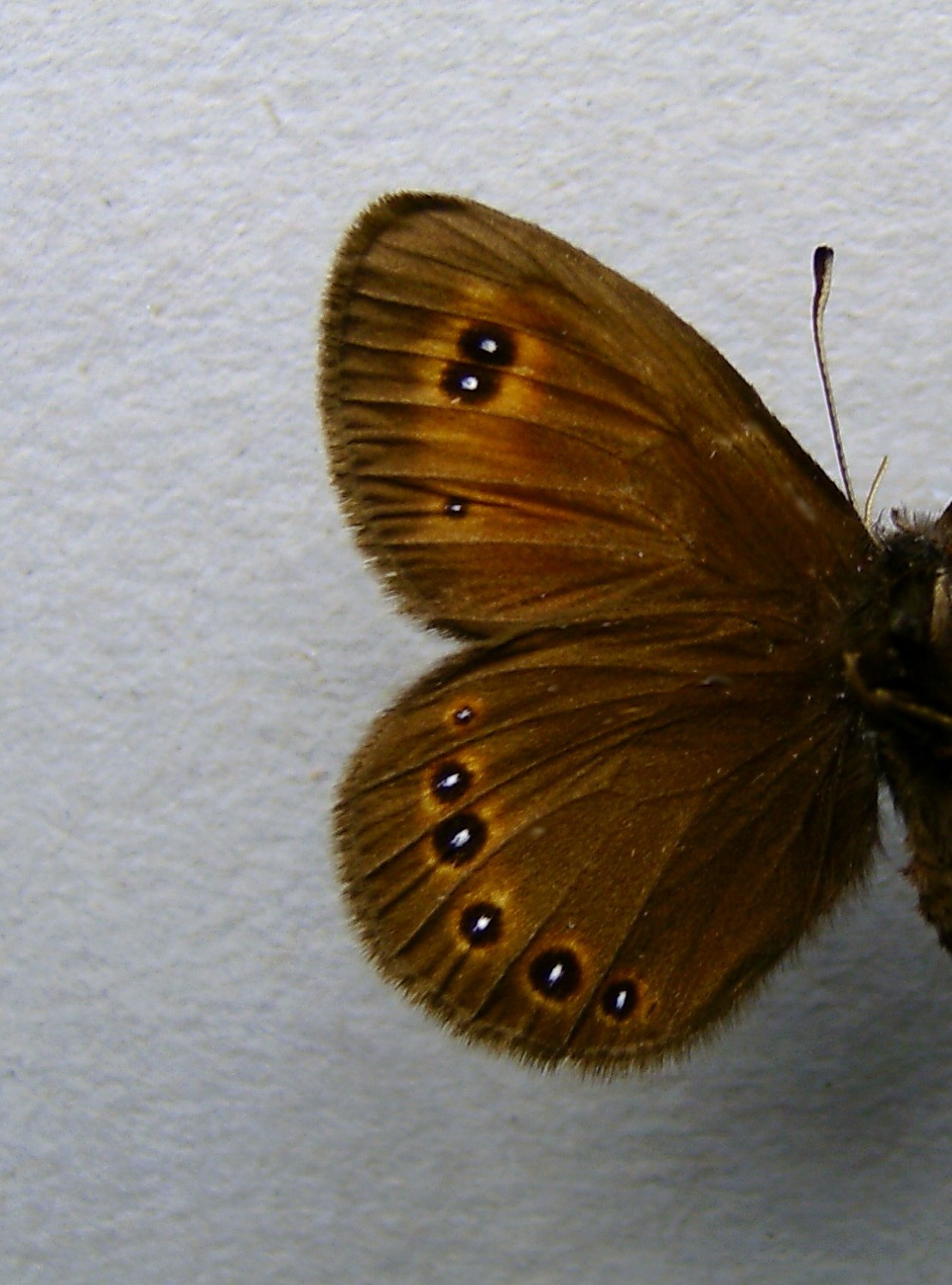
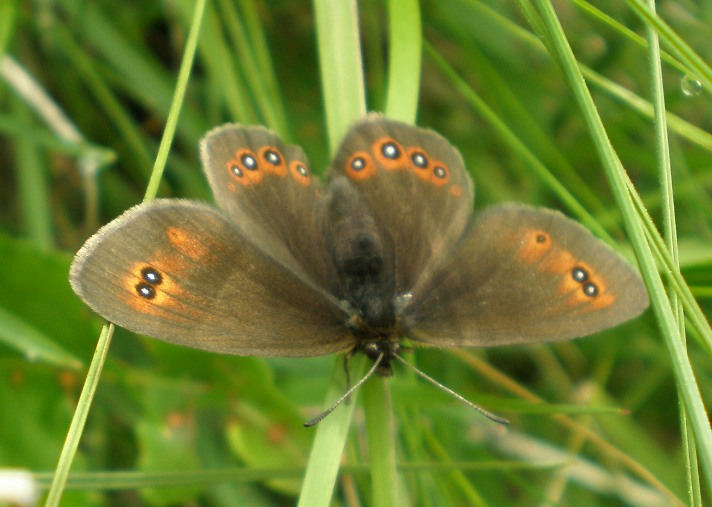